# Smash Up
Smash Up er et kortspil for 2-4 spillere. Spillet, der udkom i 2012, er designet af Paul Peterson.
Spillets idé er at hver spiller har to fraktioner (en slags gruppering), hver med deres evner, og at spillerne sammen skal overvinde en række baser. Hver fraktion består af 20 kort, fordelt mellem actions og minions, og hver spiller blander sine 40 kort sammen. Minions har hver især en styrke, og spilles på de enkelte basekort, mens actions findes i flere forskellige varianter - nogle spilles på baser, andre på minions, mens atter andre blot spilles. Hver base har anført en styrke og en særlig evne, og når den samlede styrke af de minions, der er spillet på basen, er større end basens styrke, er basen overvundet, og der uddeles point for den, hvorefter der kommer en ny base i spil.
Man vinder ved at have flest point i slutningen af den runde, hvor den første kommer på eller over 15 point.

## Udvidelser
Der er (pr. 27. januar 2018) udkommet 12 spil og 2 enkelte fraktioner, All-stars og Sheeps. Grundspillet samt 11 udvidelser. Udvidelserne er også spilbare uden grundspillet, så længe man kan lave mindst 2 decks af hver 2 fraktioner, da hver udvidelse indeholder fraktioner, baser og pointbrikker. Én enkelt udvidelse ("The Big Geeky Box") indeholder kun én faktion (samt to baser), men desuden en stor kasse.
Hver udvidelse introducerer nye mekanikker og måder at spille spillet på.

## Fraktioner[1]

### Smash Up - Grundspillet[2]
- Aliens
- Dinosaurs
- Ninjas
- Pirates
- Robots
- Tricksters
- Wizards
- Zombies

### Smash Up - Awesome Level 9000
- Bear Cavalry
- Ghosts
- Killer Plants
- Steampunks

### Smash Up - Obligatory Cthulhu Set
- Elder Things
- Innsmouth
- Cthulhu Cultists
- Miskatonic University

### Smash Up - Science Fiction Double Feature
- Cyborg Apes
- Shapeshifters
- Super Spies
- Time Travelers

### Smash Up - The Big Geeky Box
- Geeks

### Smash Up - Monster Smash
- Giant Ants
- Mad Scientists
- Vampires
- Werewolves

### Smash Up - Pretty Pretty Smash Up
- Fairies
- Kitty Cats
- Mythic Horses
- Princesses

### Smash Up - Munchkin
- Clerics
- Dwarves
- Elves
- Halflings
- Mages
- Orcs
- Thieves
- Warriors

### Smash Up - It's Your Fault!
- Dragons
- Mythic Greeks
- Sharks
- Tornadoes
- Superheroes

### Smash Up - Cease and Desist
- Astro Knights
- Changerbots
- Ignobles
- Star Roamers

### Smash Up - What Were We Thinking?
- Explorers
- Grandmas
- Rock Stars
- Teddy Bears

### All Stars Event Kit (enkeltstående fraktion)
- Smash Up All Stars

### Smash Up - Big In Japan
- Kaiju
- Mystical Girls
- Mega Troopers
- Itty Critters

### Sheep (enkeltstående fraktion)
- Sheep

## Eksterne links
- Smash Up på BoardGameGeek